# Punta Lourde Rocheblave
La Punta Lourde Rocheblave és un cim de 3.104 m d'altitud, amb una prominència de 12 m, que es troba a ponent dels Gourgs Blancs, al massís de Perdiguero, entre la província d'Osca (Aragó) i el departament dels Alts Pirineus (França).